# Österreichischer Touristenklub
Der Österreichische Touristenklub (ÖTK) ist ein am 18. Mai 1869 gegründeter, 25.000 Mitglieder starker Verein. Er ist damit der zweitälteste und drittgrößte alpine Verein in Österreich.

## Organisation
In acht Bundesländern Österreichs und den Nachbarländern verteilt befinden sich rund 40 Sektionen (selbständige Zweigvereine), unter anderem eine Sektion in Dresden, Deutschland. Darüber hinaus haben sich drei alpine Verbände aus Tschechien und ein Verband aus Ungarn dem ÖTK angeschlossen. Der Hauptsitz befindet sich in Wien. Der ÖTK ist Mitglied im Verband Alpiner Vereine Österreichs (VAVÖ) und nimmt am österreichischen Gegenrecht auf Hütten teil.

## Ziele
Der Klub setzte sich, im Unterschied zum Österreichischen Alpenverein, der sich für die Erschließung und wissenschaftliche Erforschung der Hochalpen interessiert, von Anfang an für die touristische Erschließung des Gebietes um Wien (unter anderem Wienerwald, Voralpen, Wiener Hausberge, Wachau, Waldviertel, Burgenland) ein. Im Laufe der Zeit erstreckte sich der Tätigkeitsbereich der ÖTK auch auf andere Kronländer der damaligen Österreichischen Reichshälfte. Heute betreut der ÖTK rund vier Dutzend Schutzhütten im Alpenraum – u. a. auch eine der höchstgelegenen Hütten, umgeben von 30 Dreitausendern, das Defreggerhaus am Großvenediger – und ein Netz aus Wanderwegen, Klettersteigen und Kletterrouten von rund 20.000 km. Der Alpenraum stellt den größten (noch) intakten ökologischen Ausgleichsraum in Mitteleuropa dar. Ziel des ÖTK ist, die Bergwelt in ihrer Ursprünglichkeit zu erhalten, zu sichern und die Erholung und Betätigung im Alpenraum zu fördern.

## Alpinausbildung
In der Bäckerstraße 16 befindet sich die größte Kletterhalle im Zentrum Wiens. Auf vier Etagen verteilt bietet die ÖTK-Kletterhalle auf 950 m² Kletterfläche Trainingsmöglichkeiten in allen Schwierigkeitsgraden mit Wandhöhen bis zu 15 Metern. Die älteste Bergsteigerschule Österreichs (1926 gegründet) ist Anlaufstelle für Bergführer und Rettungskräfte, die in speziellen Ganzjahres-, Wochen- oder Tageskursen für das Klettern im Fels und Eis ausgebildet werden.

## Erlebnispädagogik
Die größte Kletterhalle in Wien bietet Trainingsmöglichkeiten für Privatgruppen, Kindergärten und Schulklassen. Der Kletterunterricht beginnt bereits mit Kindern ab vier Jahren. Sowohl im Sportunterricht als auch in der Erlebnispädagogik ist Klettern fester Bestandteil.

## Förderung des Breitensports
Neben der Alpinausbildung fördert der ÖTK den Breitensport mit Schwerpunkt Bergsport. Das Angebot umfasst mehr als 300 Kurse, geführte Touren und Veranstaltungen in über 20 Sportarten für Erwachsene, Jugendliche und Kinder.

## Geschichte

### Gründung 1869
Die Gründung geht zurück auf die Initiative von Gustav Jäger (1815–1875), Herausgeber von Der Tourist, dem ersten touristischen Fachblatt Österreichs. Jäger zielte mit seinen Interessen, anders als der seit 1862 bestehende Österreichischer Alpenverein, vor allem auf die Naturgegebenheiten in seiner näheren Heimat, Wien und Niederösterreich ab.
Mit dem Vorhaben einer Vereinsgründung traf sich Gustav Jäger ab dem Frühjahr 1869 regelmäßig mit Gleichgesinnten, darunter  Lambert Märzroth, Paul Grohmann, Adolf Blamauer, Josef Anton Specht. Am 18. Mai 1869 erfolgte im Gasthaus „zur Schnecke“, Wien I., Petersplatz 6–6A, die Konstituierung des ÖTK. In der am 2. August des Jahres abgehaltenen ersten Ausschußsitzung wurden der pensionierte Ministerialbeamte Gustav Ritter von Höfken (1811–1889) als Obmann sowie, als dessen Stellvertreter, Gustav Jäger gewählt, der im Wege des Redaktionsbüros von Der Tourist, Wien I., Salzgries 14, Vereinsbeitritte entgegennahm. Am 2. November 1869 fand die erste Monatsversammlung des Vereins statt. Die jeweils für den ersten Dienstag des Monats anberaumten Versammlungen inkludierten Gesellige Zusammenkünfte, die Raum für freien Vortrag und Diskussion boten. Versammlungsort war das Gasthaus „zur goldenen Ente“, Wien I., Schulerstraße 24, Ecke zur Riemergasse 4.
Bereits am 12. September 1869 wurde das von Gustav Jäger initiierte und erbaute, auf 1.737 m gelegene Touristenhaus am Stuhleck (später: Gustav-Jäger-Schutzhaus) festlich eröffnet. Im Oktober 1869 übergab der Verein dem (ein paar Jahre später im Roman Die Geier-Wally verewigten) Bergführer Benedict Klotz aus Rofenhöfe 20 Gulden als Beitrag für den Ausbau des Unterstandshauses am Hochjochferner.

### Zeitliche Entwicklung
Bis 1903 „firmierte“ der Verein unter Österreichischer Touristen-Club (ÖTC).
Der ÖTK hatte 1910 inkl. der Sektionen in den Nachbarländern ca. 30.000 Mitglieder. 1921 erreichte die Anzahl 35.000 in 44 Sektionen, bevor sie durch den erzwungenen Austritt der jüdischen Mitglieder auf Grund des eingeführten Arierparagraphen, sowie wegen des Zweiten Weltkrieges und in Folge bis 1986 auf rund 15.000 zurückging.
Nach längerer Planung wurden 1995 im Klubhaus in Wien die ersten Räume als Kletterhalle ausgebaut, nach den ersten Erfolgen folgte 1998 der Ausbau in den dazu überdachten Hof, 2001 dann der Durchbruch über zwei Geschoße in die hohen Gewölbe aus dem 14. Jahrhundert und der Aufstieg zur größten Kletterhalle im Zentrum Wiens.
Eine bemerkenswerte Leistung der letzten Jahre (2004–2005) war die weltweit erste Errichtung einer neuen Schutzhütte, dem Schiestlhaus, als Passivhaus in extremer Lage am Hochschwab in 2158 m ü. A. Dieses Projekt wurde von dem Architekturbüro Treberspurg und Partner durchgeführt.

## ÖTK-Hüttenliste
Verzweigt auf die GeoHack-Seite. Anhand der hinterlegten Koordinaten können diverse externe Kartendienste aufgerufen werden.

   Externer Link auf die Seite der Hütte beim DAV.

   Externer Link auf die Seite der Hütte beim ÖAV, (Anmerkung: nicht alle Hütten haben diesen ÖAV Link).

   Externer Link auf die Seite der Hütte bei Outdooractive als Webhostingseite des ÖTKs.

   Quelle zu den 48 ÖTK-Hütten und einer ehemaligen Hütte:
| Bild                                  | Lage Hüttenlinks | Name Alternativname                                  | ÖTK-Sektion                          | Höhe   |
| ------------------------------------- | ---------------- | ---------------------------------------------------- | ------------------------------------ | ------ |
| Adolf-Kögler-Hütte                    | \|               | Adolf-Kögler-Hütte                                   | Ternitz                              | 1333 m |
| Alpenrose Hütte                       | \|               | Alpenrose Hütte                                      | Alpine Gesellschaft Kienthaler       | 1234 m |
| Alpkogelhütte                         | \|               | Alpkogelhütte                                        | Neunkirchen                          | 1314 m |
| Anna-Schutzhaus                       | \|               | Anna-Schutzhaus                                      | Dölsach                              | 1992 m |
| Araburg Burgruine                     | \|               | Araburg Burgruine Araburg Stüberl                    | Triestingtal                         | 783 m  |
| Bertgenhütte                          | \|               | Bertgenhütte                                         | Maria Alm                            | 1846 m |
| Brunnenkogelhaus                      | \|               | Brunnenkogelhaus                                     | Hauptverein                          | 2738 m |
| Damböckhaus                           | \|               | Damböckhaus                                          | Hauptverein                          | 1810 m |
| Defreggerhaus                         | \|               | Defreggerhaus                                        | Hauptverein                          | 2963 m |
| Eisenkappler Hütte                    | \|               | Eisenkappler Hütte                                   | Eisenkappel                          | 1553 m |
| Schutzhaus Eisernes Tor               | \|               | Eisernes Tor Schutzhaus                              | Baden                                | 834 m  |
| Fischerhütte                          | \|               | Fischerhütte                                         | Neunkirchen                          | 2049 m |
| Franz-Eduard-Matras-Haus              | \|               | Franz-Eduard-Matras-Haus Matrashaus                  | Hauptverein                          | 2941 m |
| Bild gesucht BW                       | \|               | Frischmannhütte                                      | Hauptverein                          | 2192 m |
| Gauermannhütte                        | \|               | Gauermannhütte                                       | Alpine Gesellschaft D'Bergwanderer   | 1150 m |
| Graf-Meran-Haus                       | \|               | Graf-Meran-Haus                                      | Hauptverein                          | 1836 m |
| Hainfelder Hütte                      | \|               | Hainfelder Hütte Kirchenberghütte                    | Hainfeld                             | 922 m  |
| Bild gesucht BW                       | \|               | Hauereckhütte                                        | Waldheimat                           | 1260 m |
| Hocheck-Schutzhaus                    | \|               | Hocheck-Schutzhaus                                   | Hauptverein                          | 1030 m |
| Hochkar-Schutzhaus                    | \|               | Hochkar-Schutzhaus                                   | Scheibbs                             | 1491 m |
| Hochmölbinghütte                      | \|               | Hochmölbinghütte                                     | Graz                                 | 1687 m |
| Bild gesucht BW                       | \|               | Hochstadelhaus                                       | Oberdrauburg                         | 1780 m |
| Kaiserkogelhütte                      | \|               | Kaiserkogelhütte                                     | Eschenau St. Pölten                  | 715 m  |
| Karl-Ludwig-Haus                      | \|               | Karl-Ludwig-Haus                                     | Hauptverein                          | 1804 m |
| Kerschbaumeralm Schutzhaus            | \|               | Kerschbaumeralm Schutzhaus                           | Lienz                                | 1902 m |
| Kienthalerhütte                       | \|               | Kienthalerhütte                                      | Alpine Gesellschaft Kienthaler       | 1381 m |
| Linderhütte                           | \|               | Linderhütte                                          | Lienz                                | 2683 m |
| Mugelschutzhaus                       | \|               | Mugelschutzhaus                                      | Hauptverein                          | 1626 m |
| Neue Seehütte                         | \|               | Neue Seehütte                                        | Höllentaler Holzknecht               | 1644 m |
| Ötscherschutzhaus                     | \|               | Ötscherschutzhaus                                    | Hauptverein                          | 1418 m |
| Bild gesucht BW                       | \|               | Reinischkogelhütte Schirunde-Hütte                   | Graz                                 | 1030 m |
| Reisalpen-Schutzhaus                  | \|               | Reisalpen-Schutzhaus                                 | Hauptverein                          | 1390 m |
| Schiestlhaus                          | \|               | Schiestlhaus                                         | Hauptverein                          | 2156 m |
| Schöpfl-Schutzhaus                    | \|               | Schöpfl-Schutzhaus                                   | Wienerwald                           | 870 m  |
| Bild gesucht BW                       | \|               | Speiereckhütte                                       | Hauptverein                          | 2061 m |
| Statzerhaus                           | \|               | Statzerhaus                                          | Hauptverein                          | 2117 m |
| Tuxerjochhaus                         | \|               | Tuxerjochhaus Tuxer-Joch-Haus                        | Hauptverein                          | 2315 m |
| Unterberg-Schutzhaus                  | \|               | Unterberg-Schutzhaus                                 | Hauptverein                          | 1187 m |
| Viktoria-Adelheid-Schutzhütte         | \|               | Viktoria-Adelheid-Schutzhütte Brandstetterkogelhütte | Strudengau                           | 532 m  |
| Bild gesucht BW                       | \|               | Vindobona-Haus                                       | Hauptverein                          | 1720 m |
| Werfener Hütte                        | \|               | Werfener Hütte                                       | Hauptverein                          | 1967 m |
| Wiener-Neustädter-Hütte               | \|               | Wiener-Neustädter-Hütte                              | Hauptverein                          | 2212 m |
| Wilhelm-Eichert-Hütte                 | \|               | Wilhelm-Eichert-Hütte                                | Wiener Neustadt                      | 1053 m |
| Bild gesucht BW                       | \|               | Wildalmkirchl-Biwak                                  | Maria Alm                            | 2461 m |
| Wolf-Glanvell-Hütte                   | \|               | Wolf-Glanvell-Hütte ehemalige ÖTK Hütte              | Ehemalige „Sektion Dresden“ des ÖTKs | 2065 m |
| Wolfgang-Dirnbacher-Hütte Neubau 2018 | \|               | Wolfgang-Dirnbacher-Hütte Dirnbacher-Hütte           | Hauptverein                          | 1477 m |
| Zettersfeldhütte                      | \|               | Zettersfeldhütte                                     | Lienz                                | 1815 m |
| Zirbitzkogel-Schutzhaus               | \|               | Zirbitzkogel-Schutzhaus Zirbitzkogelhütte            | Hauptverein                          | 2376 m |

## ÖTK-Aussichtswarten
Verzweigt auf die GeoHack-Seite. Anhand der hinterlegten Koordinaten können diverse externe Kartendienste aufgerufen werden.

   Externer Link auf die Seite der Aussichtswarte bei Outdooractive als Webhostingseite des ÖTKs.

Quelle zu den 23 ÖTK-Aussichtswarten.
| Bild                            | Lage Wartenlinks | Bundesland       | Aussichtswarte                                                 |
| ------------------------------- | ---------------- | ---------------- | -------------------------------------------------------------- |
| Araburg-Aussichtsturm           | \|               | Niederösterreich | Araburg-Aussichtsturm                                          |
| Buchkogelwarte                  | \|               | Burgenland       | Buchkogelwarte                                                 |
| Dachberg-Warte                  | \|               | Niederösterreich | Dachberg-Warte                                                 |
| Donauwarte                      | \|               | Niederösterreich | Donauwarte                                                     |
| Erzherzog-Johann-Aussichtswarte | \|               | Steiermark       | Erzherzog-Johann-Aussichtswarte (Ehemals: E. Franz Carl-Warte) |
| Ferdinandswarte                 | \|               | Niederösterreich | Ferdinandswarte                                                |
| Kaiser-Franz-Joseph-Warte       | \|               | Niederösterreich | Kaiser-Franz-Joseph-Warte                                      |
| Gfiederwarte                    | – \|             | Niederösterreich | Gfiederwarte                                                   |
| Gobelwarte                      | – \|             | Oberösterreich   | Gobelwarte                                                     |
| Gruberwarte                     | – \|             | Niederösterreich | Gruberwarte                                                    |
| Habsburgwarte                   | – \|             | Wien             | Habsburgwarte                                                  |
| Hannwarte                       | – \|             | Kärnten          | Hannwarte                                                      |
|                                 | – \|             | Niederösterreich | Jubiläumsaussicht                                              |
| Jubiläumswarte                  | – \|             | Wien             | Jubiläumswarte                                                 |
| Kamptalwarte                    | – \|             | Niederösterreich | Kamptalwarte                                                   |
| Matraswarte                     | – \|             | Niederösterreich | Matraswarte                                                    |
| Meyringer-Warte                 | – \|             | Niederösterreich | Meyringer-Warte                                                |
| Raxkircherl                     | – \|             | Steiermark       | Raxkircherl                                                    |
| Sina-Warte                      | – \|             | Niederösterreich | Sina-Warte                                                     |
| Starhembergwarte                | – \|             | Niederösterreich | Starhembergwarte                                               |
| Tempelbergwarte                 | – \|             | Niederösterreich | Tempelbergwarte                                                |
| Urlingerwarte                   | – \|             | Niederösterreich | Urlingerwarte                                                  |
| Weiglwarte                      | \|               | Niederösterreich | Weiglwarte                                                     |